# Careproctus ranula
Careproctus ranula es una especie de pez marino de la familia Liparidae, del género Careproctus. Fue descrito por George Brown Goode y Bean en 1879.
Se encuentra en la parte noroccidental del océano Atlántico, desde el río San Lorenzo hasta Virginia, Estados Unidos. Es un pez marino demersal de clima templado y vive entre los 20 y 668 metros de profundidad. Puede crecer hasta 8,1 centímetros de longitud y es de color blanco. Esta especie es inofensiva para el ser humano.

### Lecturas recomendadas
- Anònim, 2001. Base de dades de la col·lecció de peixos del National Museum of Natural History (Smithsonian Institution). Smithsonian Institution - Division of Fishes.
- Eschmeyer, William N., ed. 1998. Catalog of Fishes. Special Publication of the Center for Biodiversity Research and Information, núm. 1, vol. 1-3. California Academy of Sciences. San Francisco, Califòrnia, Estats Units. ISBN 0-940228-47-5.
- Wu, H.L., K.-T. Shao i C.F. Lai (eds.), 1999. Latin-Chinese dictionary of fishes names. The Sueichan Press, Taiwán.